# Доріс Макіннон
Доріс Макіннон (англ. Doris Mackinnon, 30 вересня 1883 — 10 вересня 1956) — британська зоологиня. Її батько, народжений у Шотландії, був консульським агентом, а її мати управляла «жіночим будинком». Під впливом Марії Гордон, Макіннон вивчала ботаніку і геологію в Абердинському університеті, закінчила в 1906 році. Вона отримала «стипендію Карнегі», навчаючись за кордоном два роки, перш ніж повертатися до Шотландії. Докторську дисертацію вона здобула в університеті в Абердіні в 1914 році, ставши викладачем в Університетському коледжі, Данді (попередник університету Данді, але потім у складі університету Сент-Ендрюс) в 1916 році.
Під час Першої світової війни Макіннон працювала у військових лікарнях Великої Британії, досліджувала та допомагала діагностувати амебну дизентерію. Її робота у військових госпіталях стимулювала її інтерес до теми, на яку вона зосередилася протягом наступних років. У 1919 році Макіннон приєдналась до королівського коледжу Лондона як викладач, і в 1927 році стала першою жінкою на кафедрі зоології. Вона була на кафедрі і в ролі професора протягом 22 років. Її дослідницька робота зосереджувалася на паразитичних найпростіших, і вона давала багато лекцій на цю тему протягом 30 років. Вона також читала лекції для шкіл.

## Біографія
Доріс Лівінгстон Макіннон народилась 30 вересня 1883 року в Абердіні. Її батько, Лахлан Макіннон, працював адвокатом і консульським агентом для Франції та Бельгії. У вільний час він був ученим-любителем, зацікавленим в ботаніці, орнітології і астрономії. Її мати, Теодора Томпсон Макіннон, внучка Джорджа Томпсона, заснувала і керувала «жіночим будинком» для безробітних жінок. Макіннон мала трьох братів і сестер. Одна сестра стала художником в той час як інша Lillias Маккіннон, стала піаністом. Брат став автором.

Заохочувана Марією Гордон, Макіннон вивчала ботаніку і геологію в Абердинському університеті, закінчила її бакалаврську школу в 1906 р. з відзнакою. Вона була удостоєна «стипендії Карнегі», що надавала їй можливість навчатися протягом року під керівництвом Річарда Хертвіга в Мюнхені. Після цього вона приєдналася до Мілана Влеша до досліджень на біологічній станції де Роскофф, а потім переїхала до Лабораторії швидкого контролю за Джорджем Наттолом. Макіннон повернувся в Абердін в 1908 році, де стала помічником Джона Артура Томсона в Абердинському університеті. У 1909 році вона стала помічником D'Arcy Thompson в Університетському коледжі, Данді. У той час вона працювала над дисертацією «Дослідження про найпростіших», яку вона подала до Абердинського університету в 1914 році, отримавши докторський ступінь. Протягом двох років, в 1916 році, Макіннон була призначена викладачем в Данді.
The Times obituary
 В той час, як у Данді, Макіннон отримала відпустку щоб допомогти з війною. Вона працювала у військових госпіталях у Ліверпулі та Саутгемптоні де використовувала свої знання протозоології для діагностики амебної дизентерії та інших інфекцій для війни. У 1918 році вона була відкликана в Університетський коледж, Данді, як Д'Арсі Томпсон взяла на себе нову роль в університеті Сент-Ендрюс, Макіннон стала начальником зоологічного відділу.
Макіннон приєдналася до Королівського коледжу Лондона, спочатку викладачем у 1919 році під керівництвом Артура Денді ; Коли Джуліан Хакслі пішов з поста голови зоології в 1927 році Маккіннон підійшла для тієї ролі, і отримала також звання професора, де вона залишиться до виходу на пенсію в 1949 році При цьому Макіннон стала першою жінкою-головою Королівського коледжу. Її відділ створив відомих вчених, таких як Френсіс Брамбель. Після виходу на пенсію Макіннон працювала над підручником для студентів «Вступ до вивчення найпростіших». Вона захворіла перед тим, як була опублікована, і померла від інсульту 10 вересня 1956 року, тому книга була завершена і відредагована RSJ Hawes.

## Робота
У період з травня 1917 по травень 1918 року Макіннон працювала у військовій лікарні університету в Саутгемптоні з Вільямом Флетчером з медичного корпусу Королівської армії, зосереджуючись на діагностиці та лікуванні дизентерії. Пара зосередилася на двох формах Shigella dysenteriae, які були ідентифіковані Саймоном Флекснером і Кійосі Сіга. Вони виявили, що паличка Flexner може перейти в антракт і бути невизначеною протягом чотирьох-п'яти тижнів, що дуже важко сказати, коли хтось більше не був носієм. Вони також виявили, що чоловіки, які були носіями палички Шига, були схильні до депресії і не придатні бути солдатами.
Було опубліковано понад 40 наукових робіт,, перш за все, на тему паразитичних видів найпростіших (особливо жгутикові і споровиків). Вона мала репутацію своєї майстерності як викладача, що виникла з її часу в Університетському коледжі, Данді. Макіннон давала мовні переговори для шкіл і численні лекції, з репутацією, що вона ніколи не повторювала лекцію за 30 років навчання. Вони включали в себе лекції про хвороби, що поширюються мухами а також про те, як хороша гігієна і запобігання селекції мух можуть зупинити черевний тиф. Вона також створила дослідницький центр у протозоології, єдиний немедичний протозоологічний дослідницький центр у Великій Британії.

## Визнання
У 1930-х роках два роди найпростіших, Dorisa і Dorisiella, були названі на честь Макіннон як визнання її роботи. У 1943 році, до 50-річчя першого жіночого прийому, Абердинський університет нагородив Макіннон та ще двох жінок почесним LL. Д. Коли Макіннон пішла у відставку в 1949 році, вона була обрана почесним професором Королівського коледжу. Вона стала членом Лондонського товариства Лінней і служила на їхній раді.

## Вибрана бібліографія
- Mackinnon, D. L.; Hawes, R. S. J. (1961). An introduction to the study of protozoa. Oxford: Clarendon Press.

Статті у журналах
- Mackinnon, D. L. (22 березня 1909). The optical properties of the contractile elements in heliozoa. The Journal of Physiology. 38 (4): 254—258. doi:10.1113/jphysiol.1909.sp001301. PMC 1533641. PMID 16992949.
- Mackinnon, D. L. (September 1909). Note on two new Flagellate Parasites in Fleas—Herpetomonas ctenophthalmi, n. sp., and Crithidia hystrighopsyllae, n. sp. Parasitology. 2 (3): 288—296. doi:10.1017/S0031182000001736.
- Mackinnon, D. L. (September 1909). Observations on the Effect of Various Chemical Reagents on the Morphology of Spirochaetes. Parasitology. 2 (3): 281—287. doi:10.1017/S0031182000001724.
- Mackinnon, D. L. (September 1909). Observations on the Division of Spirochaetes. Parasitology. 2 (3): 267—280. doi:10.1017/S0031182000001712.
- Mackinnon, D. L. (September 1910). Herpetomonads from the Alimentary Tract of certain Dung-Flies. Parasitology. 3 (3): 255—274. doi:10.1017/S0031182000002080.
- Mackinnon, D. L. (September 1910). New Protist Parasites from the Intestine of Trichoptera. Parasitology. 3 (3): 245—254. doi:10.1017/S0031182000002079.
- Mackinnon, D. L. (March 1911). On some more protozoan parasites from Trichoptera. Parasitology. 4 (1): 28—38. doi:10.1017/S0031182000002432.
- Mackinnon, D. L. (September 1912). Protists Parasitic in the Larva of the Crane-Fly, Tipula sp. Parasitology. 5 (3): 175—189. doi:10.1017/S0031182000000275.
- Mackinnon, D. L. (1915). Studies on Parasitic Protozoa. III (a). Notes on the Flagellate Embadomonas. (b.) The Multiplication Cysts of a Trichomastigine. Quarterly Journal of Microscopical Science. 61 (1): 105—118.
- Mackinnon, D. L. (1915). Studies on Parasitic Protozoa. Journal of Cell Science. 2 (61): 105—118. Архів оригіналу за 18 серпня 2017. Процитовано 1 травня 2020.
- Stephens, J. W. W.; Mackinnon, D. L. (8 лютого 1917). A Preliminary Statement on the Treatment of Entamoeba histolytica Infections by " Alcresta Ipecac." Annals of Tropical Medicine and Parasitology. 10 (4): 397—410. doi:10.1080/00034983.1917.11684120.
- Mackinnon, D. L.; Carter, Henry F.; J.R., Matthews; Smith, A. Malins (30 червня 1917). Protozoological Investigation of Cases of Dysentery conducted at the Liverpool School of Tropical Medicine. (Second Report). Annals of Tropical Medicine and Parasitology. 11 (1): 27—68. doi:10.1080/00034983.1917.11684124.
- Warrington, Yorke; Carter, Henry F.; Mackinnon, D. L.; Matthews, J.R.; Smith, A.Malins (30 червня 1917). Persons who have never been out of Great Britain as Carriers of Entamoeba histolytica. Annals of Tropical Medicine and Parasitology. 11 (1): 87—90. doi:10.1080/00034983.1917.11684128.
- Mackinnon, D. L.; Adams, D. Ines (1924). Notes on Sporozara Parasitic in Tubifex. Journal of Cell Science. 2 (68): 187—210. Архів оригіналу за 18 серпня 2017. Процитовано 1 травня 2020.
- Mackinnon, D. L. (October 1937). A Coccidian from the eggs of Thalassema neptuni Gaertner. Parasitology. 29 (4): 457—468. doi:10.1017/S0031182000024999.
- Mackinnon, D. L.; Phillips, Nada E. (January 1946). Observations on a monocystid gregarine, Apolocystis elongata n.sp., in the seminal vesicles of Eisenia foetida (Sav.). Parasitology. 37 (2): 65—74. doi:10.1017/S0031182000013172.